# 首藤新悟
首藤 新悟（しゅとう しんご、1946年8月14日 - ）は、日本の防衛官僚。防衛研究所長等を経て、防衛庁防衛局長を最後に退官し、財団法人防衛調達基盤整備協会理事長等を務めた。

## 人物
大分県出身。1969年に一橋大学商学部を卒業して、防衛庁（のちの防衛省）に入庁。
2001年自衛隊法改正時の防衛局長であり、改正にあたり新設された「防衛秘密の漏洩」につき、三矢研究のようなものも含め、幕僚が深く研究している内容も防衛秘密（自衛隊法第96条の2）の対象となりうるとの解釈を示した。また、自衛隊員らに秘密を漏洩させる「教唆」（自衛隊法第118条第2項）については、国民の関心のあるものを取材しようとする報道関係者の取材活動は、当然のことであり、罰せられないとの解釈を示した。
また同2001年、藤崎一郎（当時外務省北米局長、現駐米大使）とともにワシントンD.C.を訪れ、日米地位協定について、ケリー国務次官補、ロドマン国防次官補に協議の申し入れをした。またアメリカ同時多発テロ事件を契機に、テロ対策に対応した。
2002年に防衛局長を最後に防衛庁を退官した。防衛局長は事務方トップの事務次官への最右翼ポストとされ、現役の防衛局長が退官することには庁内から意外との声が出た。後任の防衛局長には、政界との繋がりが強い守屋武昌が就任し、これ以降守屋が防衛庁で主導権を握ることとなる。

## 経歴
- 1946年 大分県生まれ[4]
- 1968年 国家公務員採用上級甲種試験（経済）合格
- 1969年3月 一橋大学商学部卒業
- 1969年4月 防衛庁入庁。
- 1972年 調達実施本部総務課[5]
- 1973年 外務省国連局社会課[5]
- 1975年 人事教育局教育課部員[5]
- 1977年 防衛局防衛課部員[5]
- 1979年 防衛局調査第二課部員[5]
- 1981年 防衛局防衛課部員[5]
- 1984年8月10日 技術研究本部総務部会計課長（事務官）
- 1985年 外務省在連合王国日本国大使館参事官[5]
- 1988年4月15日 防衛庁長官官房付（書記官）
- 1988年6月20日 防衛庁装備局航空機課長（書記官）
- 1990年7月2日 防衛庁人事局厚生課長（書記官）
- 1992年6月30日 防衛庁長官官総務課長（書記官）
- 1994年7月1日 大蔵省大臣官房付
- 1994年7月13日 九州財務局長
- 1995年5月26日 防衛庁長官官房付（書記官）
- 1995年6月30日 防衛庁長官官房防衛審議官（書記官）
- 1996年8月23日 防衛施設庁施設部長（事務官）
- 1998年6月30日 防衛研究所長（教官）
- 1998年11月20日 防衛庁経理局長（防衛庁参事官）
- 2000年1月18日 防衛庁防衛局長（防衛庁参事官、2001年1月6日より防衛庁防衛参事官）
- 2002年1月18日 退官
- 2002年 財団法人防衛調達基盤整備協会理事長
- 2012年 清水建設株式会社監査役

## 著作
- 「財団法人防衛調達基盤整備協会 理事長就任の御挨拶」『防衛調達と情報管理』 3（1）（通号 9）、2002年5月
- 「インタビュー 国民に求められる二十一世紀の防衛力を目指して--首藤新悟・防衛庁防衛局長（特集 我が国の防衛--21世紀に向けて）」（横井弘海と共著）『時の動き』 44（11）（通号 1029）、2000年11月